# Presidentvalet i Polen 2020
Presidentvalet i Polen 2020 ägde rum den 28 juni och 12 juli 2020 och var det sjunde presidentvalet som hölls i Polen sedan kommunisttiden. Valet vanns av Andrzej Duda som besegrade Rafał Trzaskowski i den avgörande andra omgången.